# Guillaume Gillet
Guillaume Gillet (ur. 9 marca 1984 w Liège) – belgijski piłkarz występujący na pozycji obrońcy lub pomocnika. Od 2020 jest zawodnikiem Royal Charleroi.

## Kariera klubowa
Gillet jest wychowankiem RFC Liège. Treningi rozpoczął tam w wieku 8 lat, a w jego pierwszej drużynie zadebiutował w sezonie 2002/2003. Rozegrał wówczas tam trzy ligowe pojedynki, zaś w następnej edycji rozgrywek ligowych zagrał tam 29 razy i strzelił trzy gole. Potem odszedł do CS Visé. Grał tam przez rok, a później przeszedł do drugoligowego KAS Eupen. Był tam czołowym strzelcem ligi w 32 spotkaniach, strzelając 16 goli.
W 2006 roku przeszedł do KAA Gent, grającego w pierwszej lidze. Zadebiutował w niej 20 sierpnia 2006 w zremisowanym 1:1 meczu z KSC Lokeren, a 17 września 2006 w zremisowanym 1:1 pojedynku z SV Zulte Waregem zdobył swoją pierwszą bramkę na tym szczeblu rozgrywek. W barwach Gent rozegrał 45 meczów i strzelił 4 gole.
W styczniu 2008 podpisał kontrakt z Anderlechtem. Pierwszy ligowy mecz rozegrał tam 19 stycznia 2008 przeciwko KV Mechelen (1:0). W sezonie 2007/2008 wraz z klubem zdobył Puchar Belgii, zaś w kolejnych latach czterokrotnie wywalczył z nim mistrzostwo Belgii (2010, 2012, 2013, 2014).
W 2014 roku został wypożyczony do Bastii i spędził tam sezon 2014/2015. Następnie wrócił do Anderlechtu, gdzie grał jeszcze w sezonie 2015/2016. Następnie występował w FC Nantes, Olympiakosie oraz RC Lens.
| Sezon   | Klub            | Kraj    | Rozgrywki          | Mecze | Bramki | Rozgrywki Europy          | Mecze | Bramki |
| ------- | --------------- | ------- | ------------------ | ----- | ------ | ------------------------- | ----- | ------ |
| 2002/03 | RFC Liège       | Belgia  | Tweede klasse      | 3     | 0      | –                         | –     | –      |
| 2003/04 | RFC Liège       | Belgia  | Derde klasse       | 29    | 2      | –                         | –     | –      |
| 2004/05 | CS Visé         | Belgia  | Tweede klasse      | 33    | 4      | –                         | –     | –      |
| 2005/06 | KAS Eupen       | Belgia  | Tweede klasse      | 32    | 16     | –                         | –     | –      |
| 2006/07 | KAA Gent        | Belgia  | Eerste klasse      | 29    | 3      | Puchar UEFA               | 2     | 0      |
| 2007/08 | KAA Gent        | Belgia  | Eerste klasse      | 16    | 1      | –                         | –     | –      |
| 2007/08 | RSC Anderlecht  | Belgia  | Eerste klasse      | 17    | 3      | Liga Mistrzów             | 3     | 0      |
| 2008/09 | RSC Anderlecht  | Belgia  | Eerste klasse      | 33    | 8      | Liga Mistrzów             | 2     | 1      |
| 2009/10 | RSC Anderlecht  | Belgia  | Eerste klasse      | 38    | 5      | Liga Mistrzów Liga Europy | 2 12  | 0      |
| 2010/11 | RSC Anderlecht  | Belgia  | Eerste klasse      | 38    | 5      | Liga Mistrzów Liga Europy | 2 10  | 2 0    |
| 2011/12 | RSC Anderlecht  | Belgia  | Eerste klasse      | 37    | 14     | Liga Europy               | 10    | 5      |
| 2012/13 | RSC Anderlecht  | Belgia  | Eerste klasse      | 32    | 6      | Liga Mistrzów             | 10    | 0      |
| 2013/14 | RSC Anderlecht  | Belgia  | Eerste klasse      | 33    | 4      | Liga Mistrzów             | 5     | 0      |
| 2014/15 | SC Bastia       | Francja | Ligue 1            | 18    | 1      | –                         | –     | –      |
| 2015/16 | RSC Anderlecht  | Belgia  | Eerste klasse      | 19    | 3      | Liga Europy               | 6     | 3      |
| 2015/16 | FC Nantes       | Francja | Ligue 1            | 19    | 1      | –                         | –     | –      |
| 2016/17 | FC Nantes       | Francja | Ligue 1            | 38    | 3      | –                         | –     | –      |
| 2017/18 | FC Nantes       | Francja | Ligue 1            | 1     | 0      | –                         | –     | –      |
| 2017/18 | Olympiakos SFP  | Grecja  | Superleague Ellada | 16    | 1      | Liga Mistrzów             | 6     | 0      |
| 2018/19 | RC Lens         | Francja | Ligue 2            | 21    | 1      | –                         | –     | –      |
| 2019/20 | RC Lens         | Francja | Ligue 2            | 26    | 2      | –                         | –     | –      |
| 2020/21 | Royal Charleroi | Belgia  | Eerste klasse A    | 32    | 0      | Liga Europy UEFA          | 1     | 0      |

## Kariera reprezentacyjna
Był uczestnikiem Mistrzostw Europy U-21 w 2007 roku, rozegranych w Holandii. Wraz z Belgią U-21 dotarł wówczas do półfinału Euro. Uległ tam z nią jednak 0-2 Serbii U-21 i odpadł z nią z tych rozgrywek.
W kadrze seniorskiej zadebiutował 13 października 2007 w bezbramkowo zremisowanym pojedynku z Finlandią.